# 亨利二世 (奧地利)

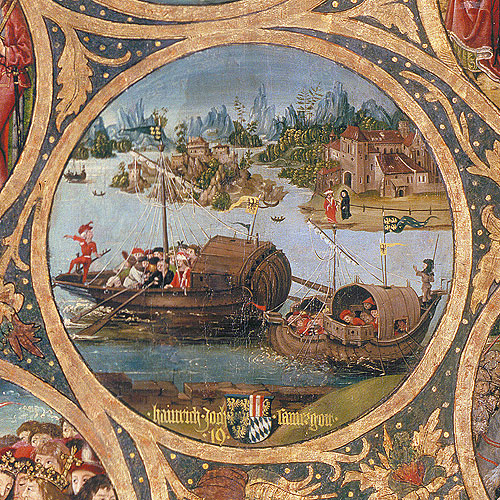
亨利二世，克洛斯特新堡修道院，1489–1492

亨利二世（德語：Heinrich；1107年—1177年1月13日），奧地利巴本堡王朝藩侯（1041年—1177年在位）、萊茵-普法爾茨伯爵（1140年－1141年在位）及巴伐利亞公爵（1141年－1156年在位）。奧地利藩侯利奧波德三世與第二任妻子德意志的阿格尼絲的次子。

## 生平
利奧波德三世於1136年11月15日逝世，由第三子利奧波德四世繼承爵位。對於利奧波德四世能夠取代兄長亨利成為繼承人，可能因為亨利已經治理其母親留下的萊茵蘭弗蘭科尼亞。1140年，他被任命為普法爾茨伯爵。1141年10月18日，利奧波德四世逝世，死後無嗣，由亨利二世繼承爵位。
在神聖羅馬帝國中的兩大家族霍亨斯陶芬家族和韋爾夫家族爭鬥過程中，霍亨斯陶芬王朝的羅馬人民的國王康拉德三世於1139年沒收韋爾夫家族的驕傲的亨利的巴伐利亞公國，交給巴本堡王朝的利奧波德四世統治。其後新任皇帝腓特烈一世，試圖與韋爾夫家族達成妥協，並於1156年將巴伐利亞公國交回給驕傲的亨利兒子獅子亨利。
亨利二世在巴伐利亞公國時在首都雷根斯堡居住。1142年5月，他與前神聖羅馬帝國皇帝洛泰爾二世及驕傲的亨利的遺孀格特魯德結婚，格特魯德不到一年就去世了，為亨利誕下女兒里切納。
亨利二世仍然是霍亨斯陶芬王朝的忠實追隨者，並在1147年5月陪同國王康拉德三世參加第二次十字軍東征。 當他們在十月時與魯姆蘇丹國的多蘿亞姆戰役的戰鬥中遭受慘敗，亨利二世與康拉德三世的侄子年輕的紅鬍子腓特烈驚險地逃脫。後來，他與國王康拉德三世和紅鬍子腓特烈一起參加阿卡會議及其後的大馬士革之圍。在回家的路上，亨利二世留在拜占庭皇帝曼努埃爾·科莫諾斯的宮廷中，於1148年末與其侄女西奧多拉·科穆寧結婚。
1152年，紅鬍子腓特烈當選為羅馬人民的國王，試圖與韋爾夫家族妥協，並於1156年將巴伐利亞公國授予給已故驕傲的亨利的兒子獅子亨利。作為補償巴本堡家族，皇帝於1156年9月17日授予奧地利亨利二世小特權（拉丁文Privilegium Minus）。該特權首先提升了奧地利的地位，從一個附屬於巴伐利亞的馬克藩侯領地升到獨立的公爵領地；其次，它規定，巴本堡家族世襲奧地利公爵，不管是男系還是女系，如果兩系均絕嗣，則由在位公爵或其夫人指定繼承人。但是，奧地利公爵只能同巴伐利亞一道出席神聖羅馬帝國議會，另外，奧地利還需直接為神聖羅馬帝國皇帝承擔提供軍隊的義務。後世多有人認為這才是奧地利獨立建國之始。
亨利二世不像他的父親大部分時間住在克洛斯特新堡，亨利二世於1145年將他的住所搬到維也納，只有這樣才可以將現代奧地利的首都成為超越如多瑙河畔克雷姆斯、梅爾克或克洛斯特新堡等城市。從那時起至今，維也納仍是國家的首都。同樣在1147年，聖斯蒂芬大教堂興建完成，成為這個城市的一個明顯的地標，顯示其突出的地位。1155年，亨利二世創辦了Schottenstift修道院亦在維也納，其中他的雕像矗立在庭園至今。
1143年，他娶了皇帝洛泰爾二世的女兒敘普林根堡的格特魯德。他再於1148年與拜占庭皇帝曼努埃爾一世的侄女西奧多拉·科穆寧結婚，這兩段婚姻都強烈表明巴本堡王朝在中歐眾議院在那個時期的重要性。他的妹妹阿格妮絲是瓦迪斯瓦夫二世的妻子、朱迪思是蒙菲拉托侯爵威廉五世的妻子、格特魯德是波希米亞公爵弗拉迪斯拉夫二世的妻子。而弟弟弗賴辛的奧托是重要編年史作家。
| 亨利二世 (奧地利) 巴本堡王朝出生于：1107年逝世於：1177年1月13日 | 亨利二世 (奧地利) 巴本堡王朝出生于：1107年逝世於：1177年1月13日 | 亨利二世 (奧地利) 巴本堡王朝出生于：1107年逝世於：1177年1月13日 |
| 統治者頭銜                                                      | 統治者頭銜                                                      | 統治者頭銜                                                      |
| --------------------------------------------------------------- | --------------------------------------------------------------- | --------------------------------------------------------------- |
| 前任者： 利奧波德四世                                           | 巴伐利亞公爵 1141年–1156年                                      | 繼任者： 亨利十二世                                             |
| 前任者： 利奧波德四世                                           | 奥地利公爵 1141年–1177年                                        | 繼任者： 利奧波德五世                                           |
| 前任者： 拜倫施塔特的威廉                                       | 萊茵-普法爾茨伯爵 1140年–1141年                                 | 繼任者： 赫爾曼三世                                             |